# Sakata Akihiro
Akihiro Sakata (阪田 章裕 Sakata Akihiro, sinh ngày 16 tháng 5 năm 1984 ở Kyoto, Kyoto) là một cầu thủ bóng đá người Nhật Bản thi đấu cho Fukushima United FC ở J3 League.

## Thống kê sự nghiệp
Cập nhật đến ngày 23 tháng 2 năm 2018.
| Thành tích câu lạc bộ | Thành tích câu lạc bộ | Thành tích câu lạc bộ | Giải vô địch | Giải vô địch | Cúp                   | Cúp                   | Cúp Liên đoàn | Cúp Liên đoàn | Tổng cộng | Tổng cộng |
| Mùa giải              | Câu lạc bộ            | Giải vô địch          | Số trận      | Bàn thắng    | Số trận               | Bàn thắng             | Số trận       | Bàn thắng     | Số trận   | Bàn thắng |
| Nhật Bản              | Nhật Bản              | Nhật Bản              | Giải vô địch | Giải vô địch | Cúp Hoàng đế Nhật Bản | Cúp Hoàng đế Nhật Bản | Cúp Liên đoàn | Cúp Liên đoàn | Tổng cộng | Tổng cộng |
| --------------------- | --------------------- | --------------------- | ------------ | ------------ | --------------------- | --------------------- | ------------- | ------------- | --------- | --------- |
| 2007                  | Cerezo Osaka          | J2 League             | 4            | 0            | 0                     | 0                     | -             | -             | 4         | 0         |
| 2008                  | Cerezo Osaka          | J2 League             | 1            | 0            | 0                     | 0                     | -             | -             | 1         | 0         |
| 2009                  | Shonan Bellmare       | J2 League             | 6            | 0            | 1                     | 0                     | -             | -             | 7         | 0         |
| 2010                  | Shonan Bellmare       | J1 League             | 9            | 0            | 0                     | 0                     | 3             | 0             | 12        | 0         |
| 2011                  | Oita Trinita          | J2 League             | 20           | 0            | 0                     | 0                     | –             | –             | 20        | 0         |
| 2012                  | Oita Trinita          | J2 League             | 40           | 4            | 1                     | 0                     | –             | –             | 41        | 4         |
| 2013                  | Oita Trinita          | J1 League             | 23           | 2            | 3                     | 0                     | 1             | 0             | 27        | 2         |
| 2014                  | Oita Trinita          | J2 League             | 28           | 1            | 2                     | 0                     | –             | –             | 30        | 1         |
| 2015                  | Oita Trinita          | J2 League             | 11           | 1            | 2                     | 0                     | –             | –             | 13        | 1         |
| 2016                  | Nagano Parceiro       | J3 League             | 30           | 2            | 3                     | 0                     | –             | –             | 33        | 2         |
| 2017                  | Nagano Parceiro       | J3 League             | 10           | 0            | 2                     | 0                     | –             | –             | 12        | 0         |
| Tổng cộng sự nghiệp   | Tổng cộng sự nghiệp   | Tổng cộng sự nghiệp   | 182          | 10           | 14                    | 0                     | 4             | 0             | 200       | 10        |